# کاخ بیلربیی
کاخ بِیلَربِیی (به ترکی استانبولی: Beylerbeyi Sarayı)، به معنی کاخ (سرای) بیگلربیگی (بزرگ بزرگان)، یک کاخ دوره امپراتوری عثمانی است که در محله بیلربئی منطقهٔ اسکودار استانبول در بخش آسیایی این شهر و دهانه تنگه بسفر واقع شده‌است. این کاخ اقامتگاه تابستانی سلاطین عثمانی در دهه ۱۸۶۰ بود و امروزه درست در شمال پل بسفر قرار گرفته‌است.

## پیشینه
این کاخ در فاصله سال‌های ۱۸۶۱ تا ۱۸۶۵ به دستور سلطان عبدالعزیز به عنوان اقامتگاه تابستانی، محلی برای سرگرمی سران دولتی و محلی برای ملاقات سران کشورهای دیگر ساخته شد. این کاخ همچنین آخرین محل زندانی بودن سلطان عبدالحمید دوم از زمان برکناری او در سال ۱۹۱۲ تا زمان مرگ او در سال ۱۹۱۸ است.

## معماری
طراحی این کاخ در شیوه معماری سبک امپراتوری دوم توسط سرکیس بالعیان انجام شده و قابل همتاسازی با کاخ‌های دلمه‌باغچه یا کوچوک سو است. این کاخ چشم‌انداز بسیار زیبایی به تنگه بسفر دارد. در این تنگه دید بخش‌های حرمسرا آشکارا وجود دارد. یکی از زیباترین بخش‌های این کاخ بخش پذیرایی آن است که دارای حوض و فواره است که افزون بر شنیدن صدای دلنشین آب دارای اثر خنک‌کنندگی هوا نیز بوده‌است. برای عایق کردن سقف این کاخ از نیهای حصیری مصری استفاده شده‌است.